# پوم (شهرستان قدم‌جای)
پوم (به لاتین: Pum) یک منطقهٔ مسکونی در قرقیزستان است که در شهرستان قدم‌جای واقع شده‌است. پوم ۹۱۲ نفر جمعیت دارد و ۱٬۴۳۷ متر بالاتر از سطح دریا واقع شده‌است.